# Le Navarre
Le Navarre est un édifice collectif conçu en 1964 et achevé en 1973  par Edmond Lay.

## Localisation
Il est situé dans le quartier du centre-ville à Tarbes (canton de Tarbes 1), dans le département des Hautes-Pyrénées, en région Occitanie, en France, à l'angle du boulevard Henri-IV et de la rue Simin-Palay.

## Description
Ce bâtiment est commandé par la société de construction HLM Le Nid Bigourdan et le permis de construire est obtenu en décembre 1964. Cette mission de maîtrise d’œuvre constitue la première commande publique d’Edmond Lay après son installation dans sa ville natale en 1962. La résidence est située dans l’ouest de Tarbes, à l’angle d’un îlot bordé au nord par un cimetière, sur un terrain très allongé que possédait déjà la société HLM. Le projet est composé de trois corps de bâtiments autonomes, disposés en L sur la parcelle. Par son intégration dans le paysage, c’est un projet qui critique le rationalisme des grands ensembles. On peut le rapprocher de certaines œuvres de Le Corbusier, particulièrement les maisons Jaoul et l’Unité d’habitation de Marseille, qui développent les formes modernes de l’entre-deux guerres.

« Cet immeuble, composé de 112 logements est un témoin de l’architecture brutaliste des années 1960 » ,. Au contraire de bâtiments contemporains, les logements ne sont pas tous les mêmes puisqu'il existe une quinzaine de plans différents (les appartements étant majoritairement en duplex et parfois en triplex), tous pour des appartements traversants.

Ce caractère unitaire, Edmond Lay l’obtient principalement par la recherche d’effet de masse, de pesanteur, de mise en scène d’une certaine « vérité constructive ». Ces effets de pesanteurs constructives sont parachevés par toute une série de détails architecturaux, comme l’inclinaison de parois en béton ou de verre, la façon dont les allèges des coursives reposent sur des dés de béton et par la mise en œuvre de matériaux bruts laissées apparents comme le bois, des galets récupérés dans des gaves, ou du béton. Au nord, les garde-corps des coursives très hauts (1,70 m) interdisent les vues plongeantes sur le cimetière, tout en gardant la lumière du ciel, la tranquillité et l'intimité dans celui-ci sont donc préservés .

« L'immeuble à la silhouette massive et brute, connu de tous sous le nom de "blockhaus", marquera durablement la ville ». Par la multiplication d’échappées visuelles, par la création de cadrages sur le massif montagneux auquel il fait écho dans les formes et la texture des façades, l’architecte a su instaurer un rapport unique entre l’intérieur et l’extérieur du logement.

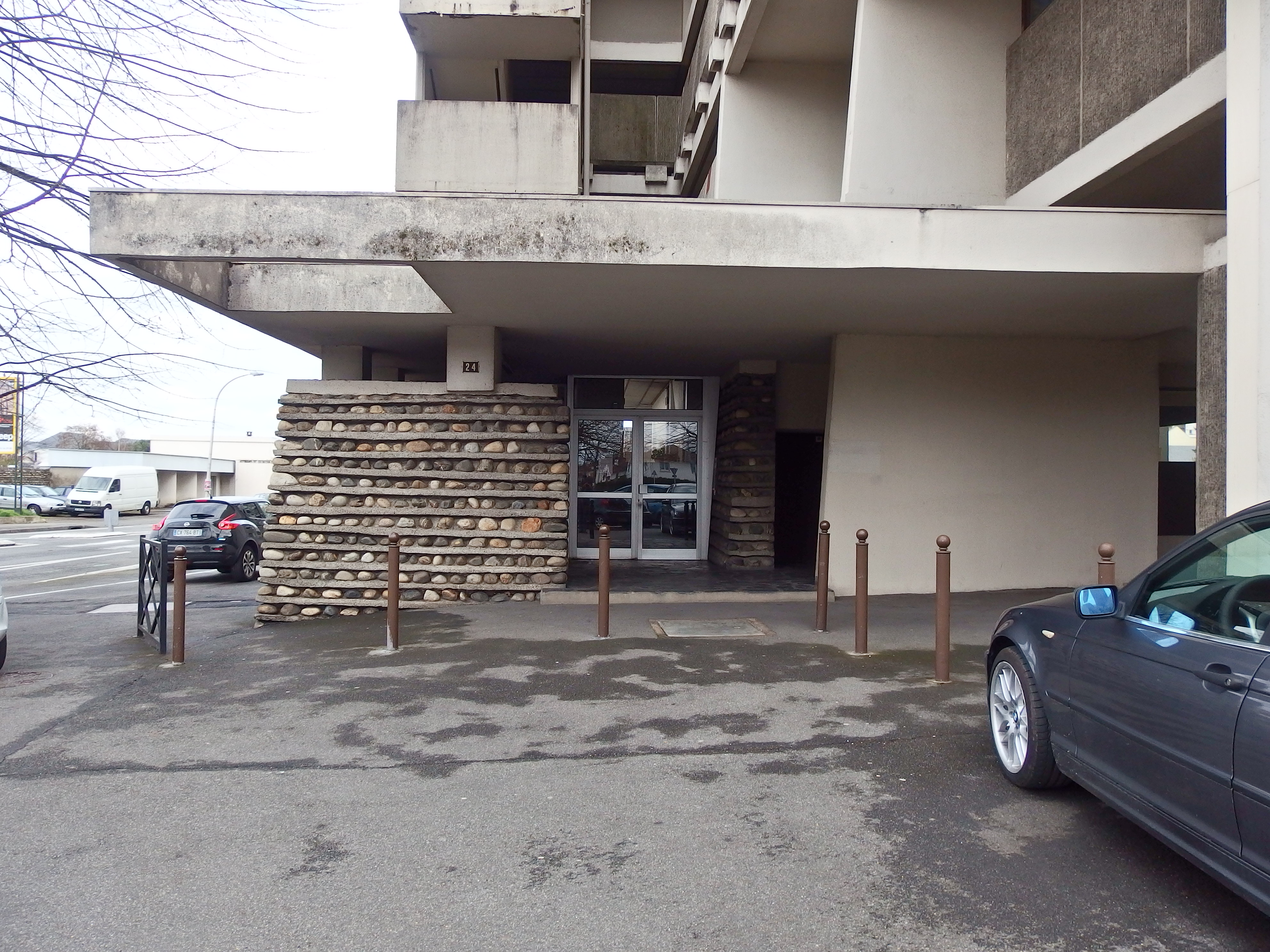
Entrée principale
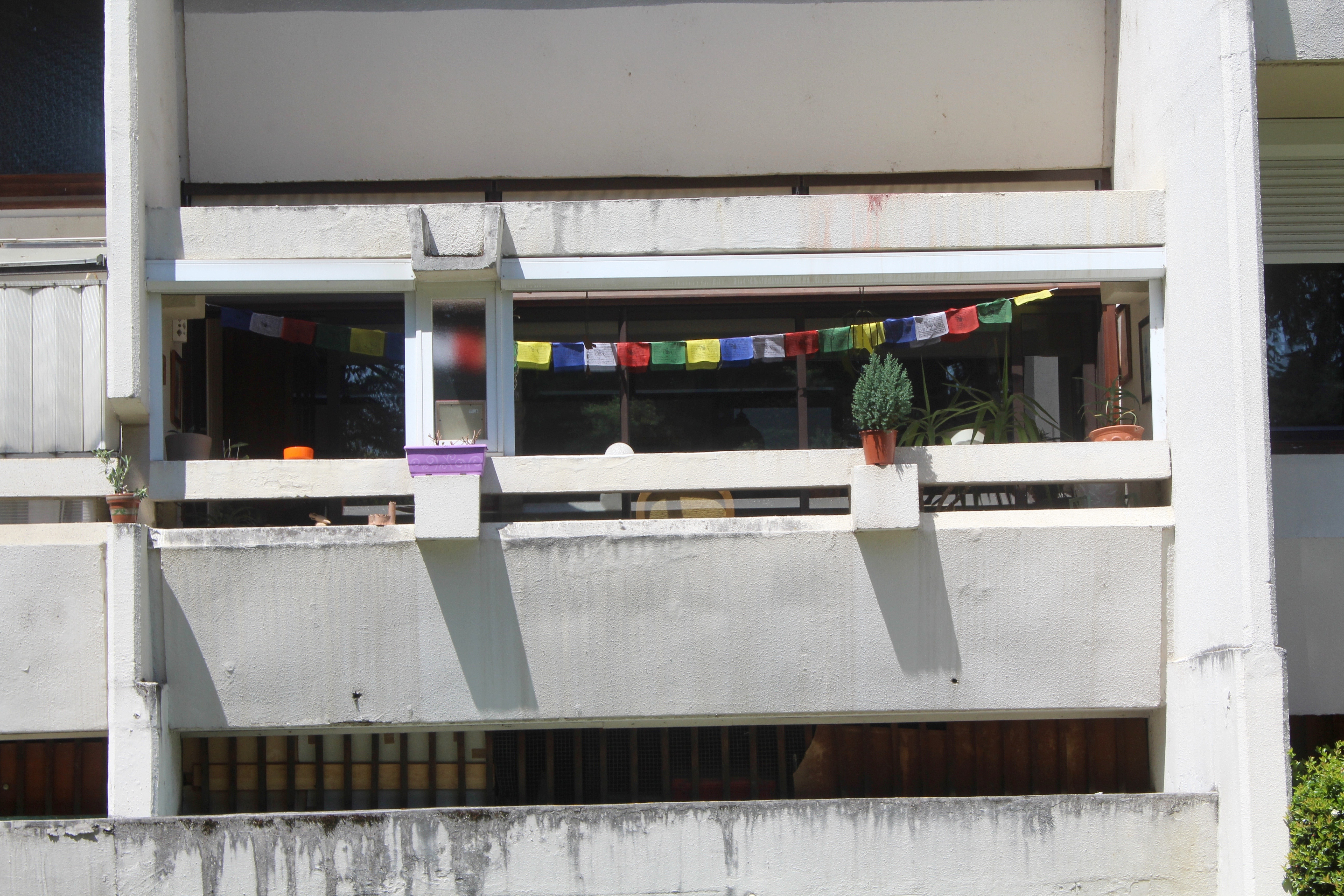
Détail d'un appartement donnant à l'ouest
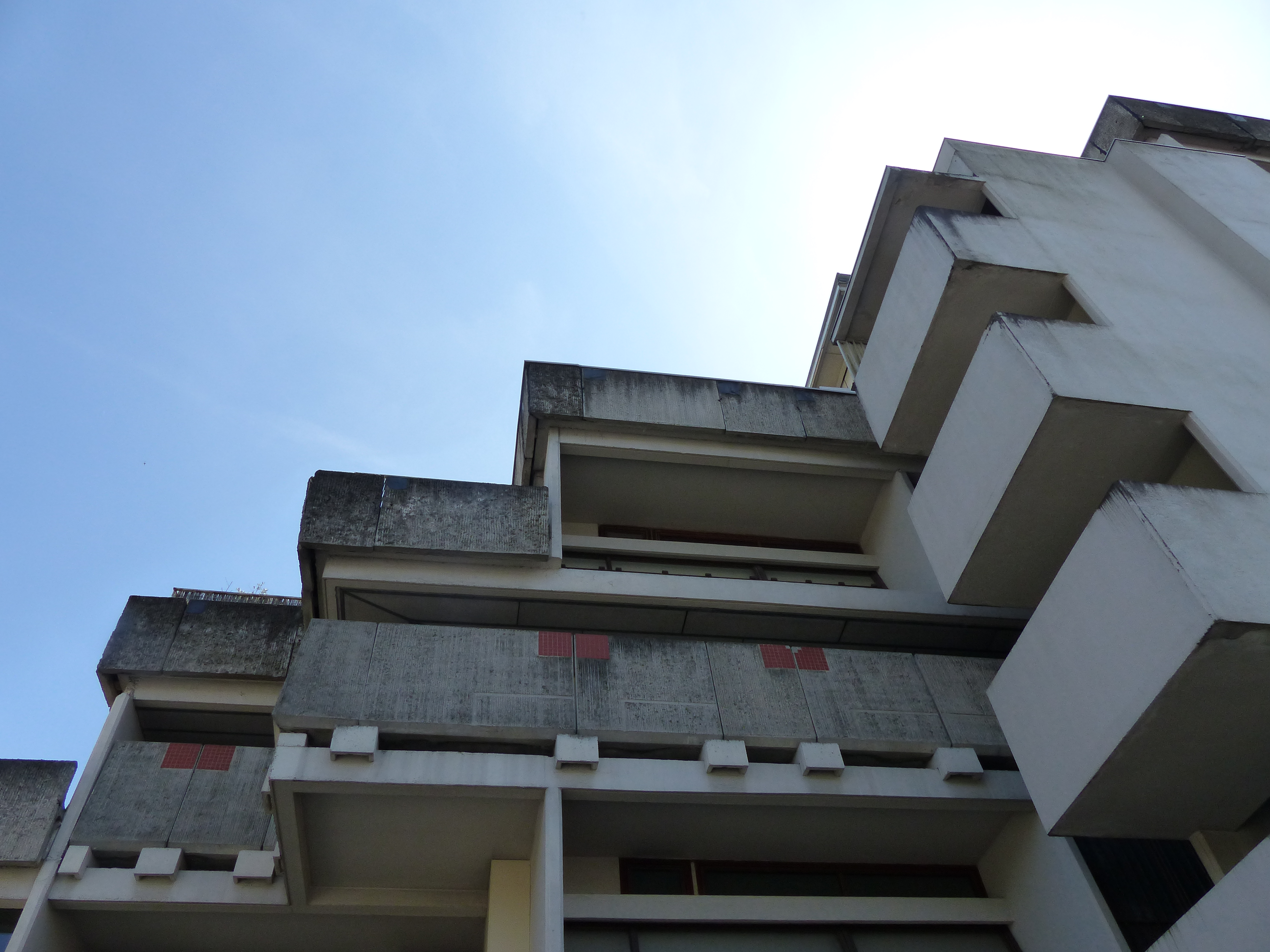
La silhouette rappelant les Pyrénées
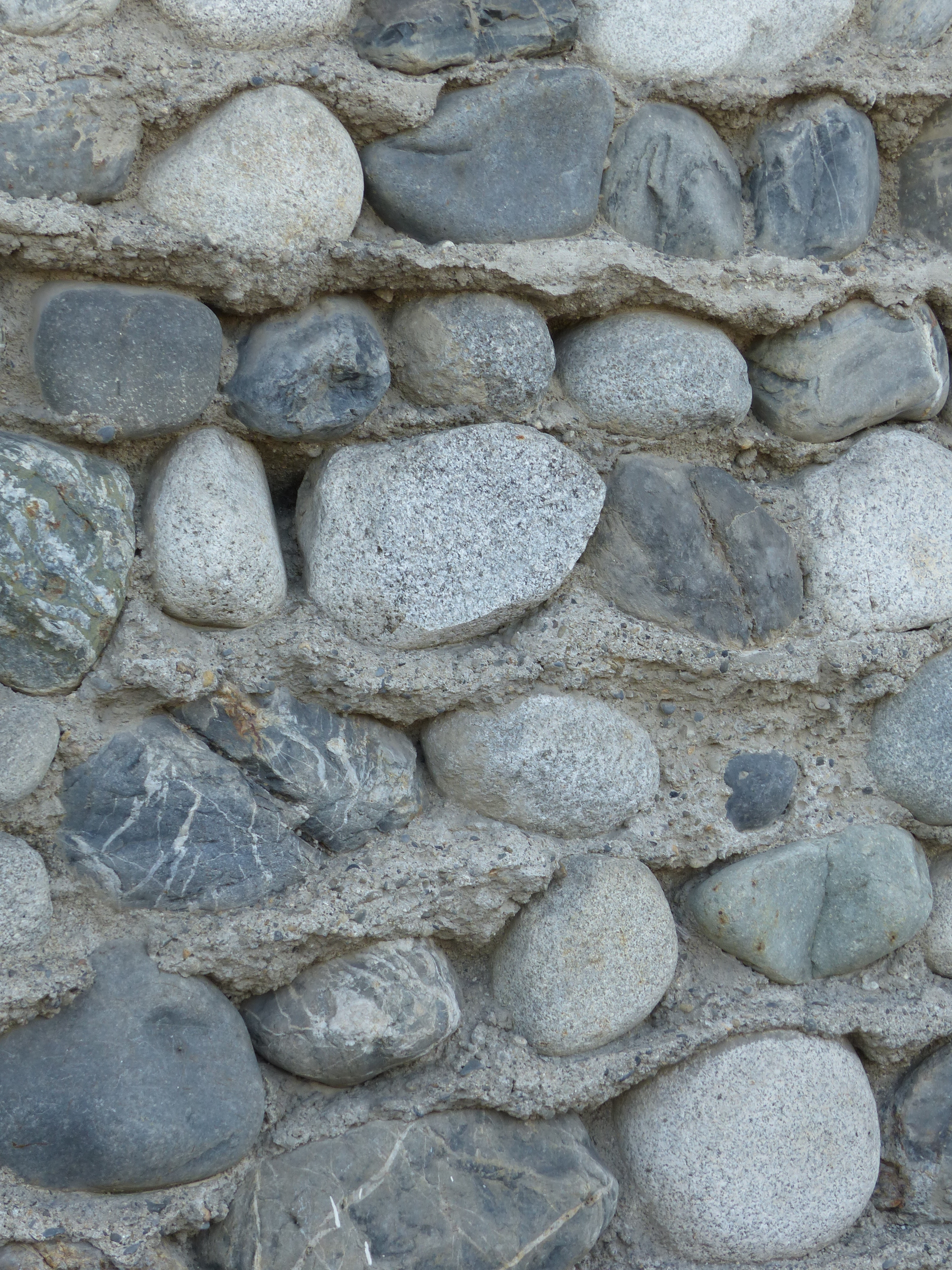
Détail de matière: béton de pierres d'ornières
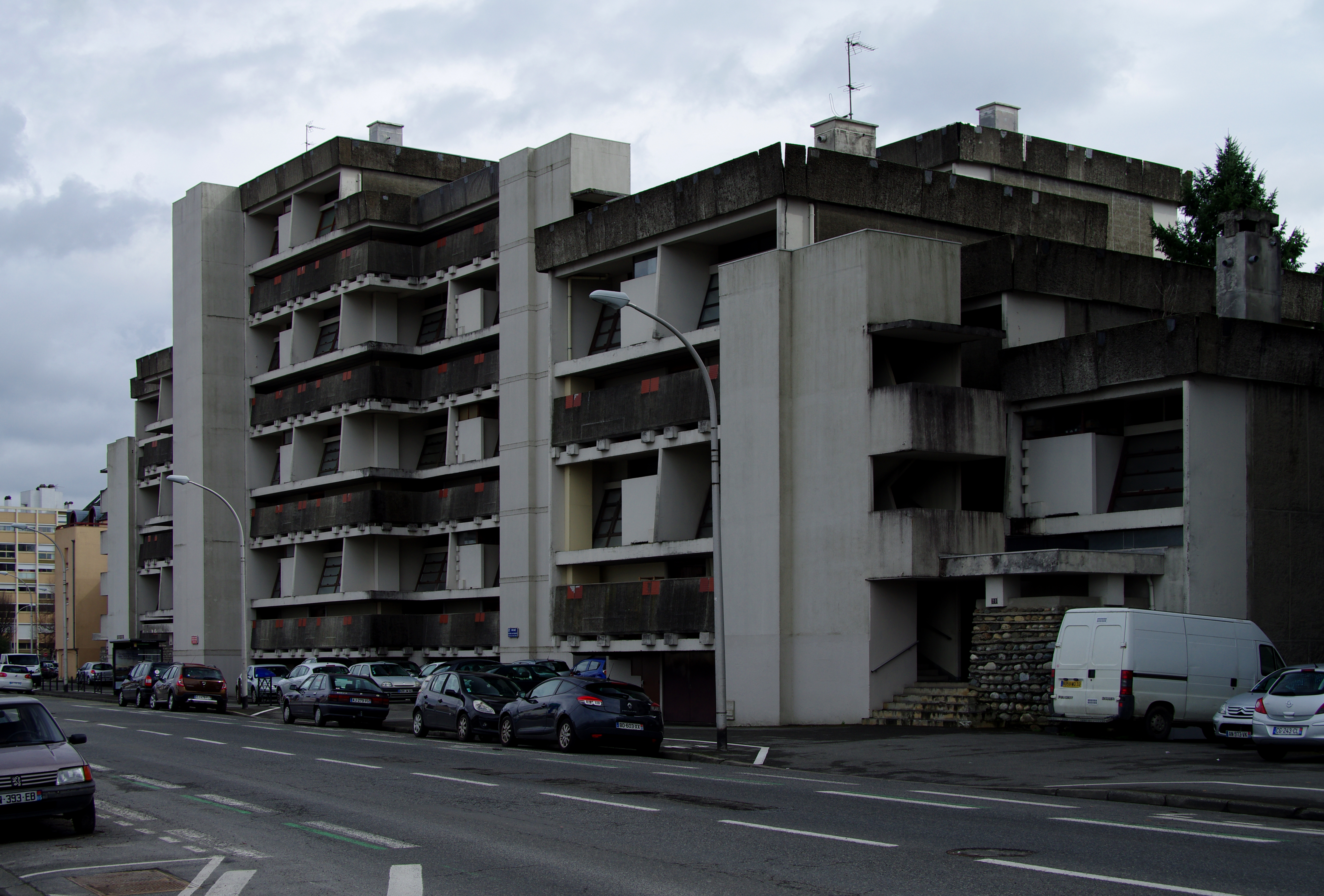
Immeuble côté Boulevard Henri IV
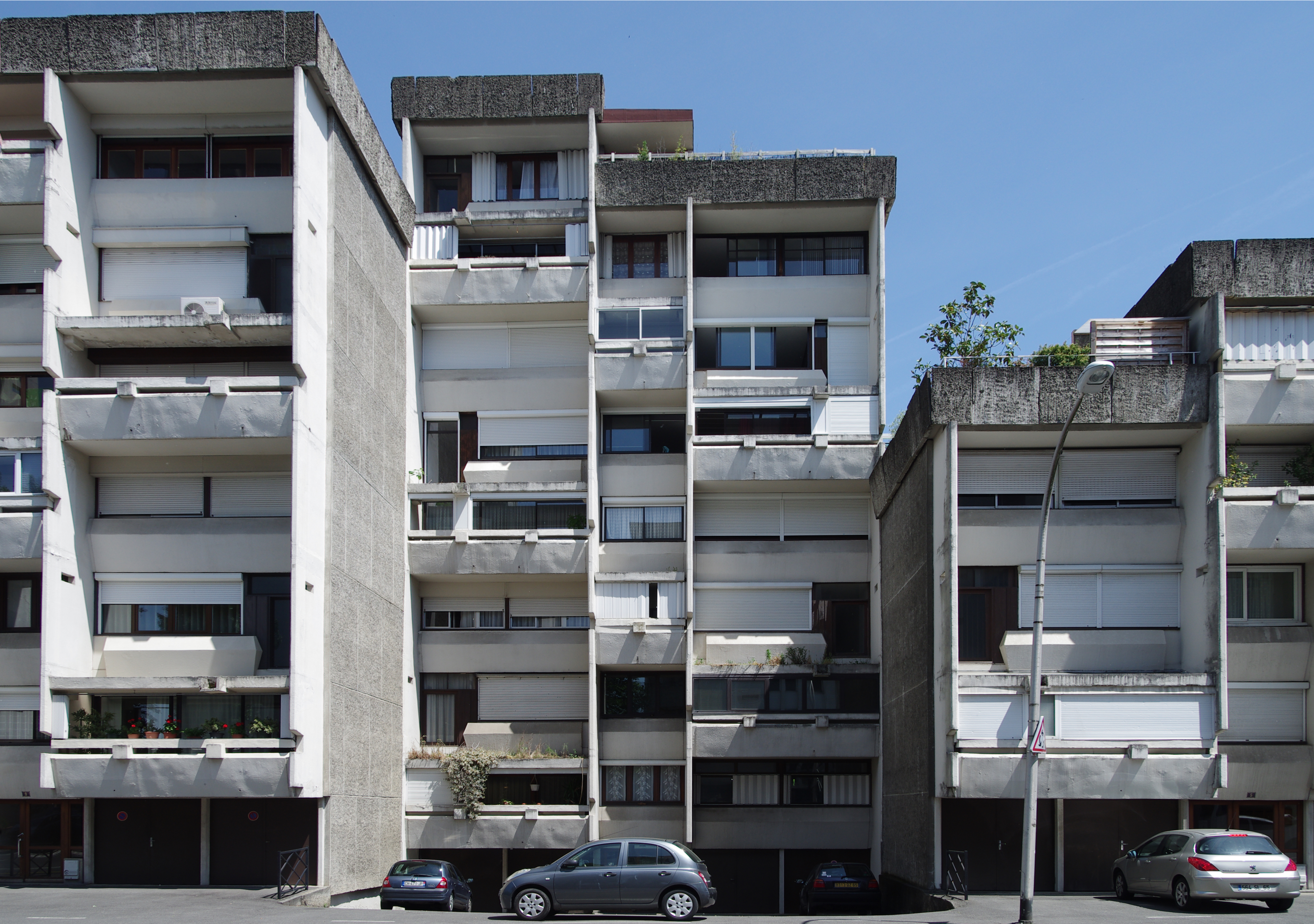
Immeuble côté rue Simin-Palay

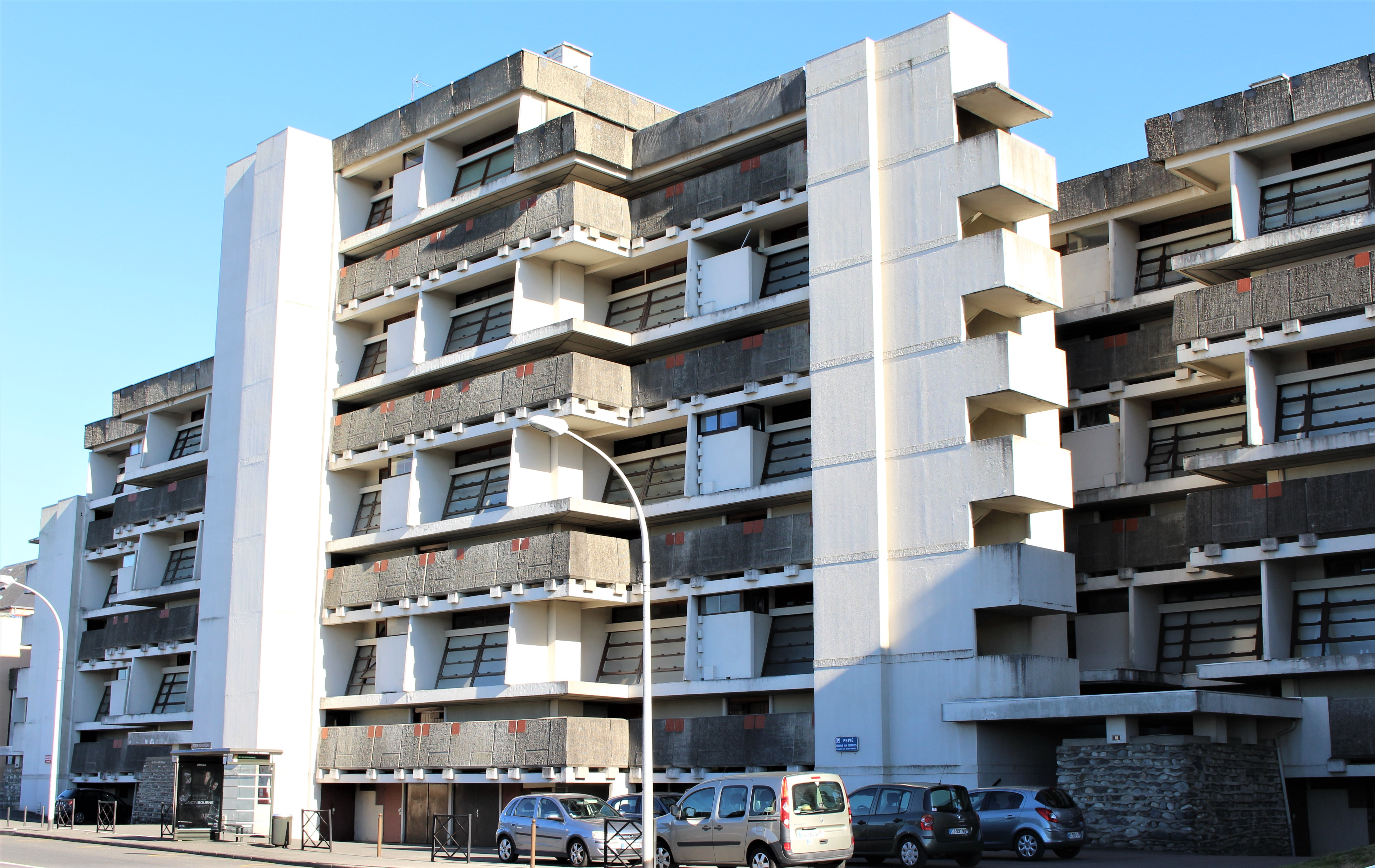
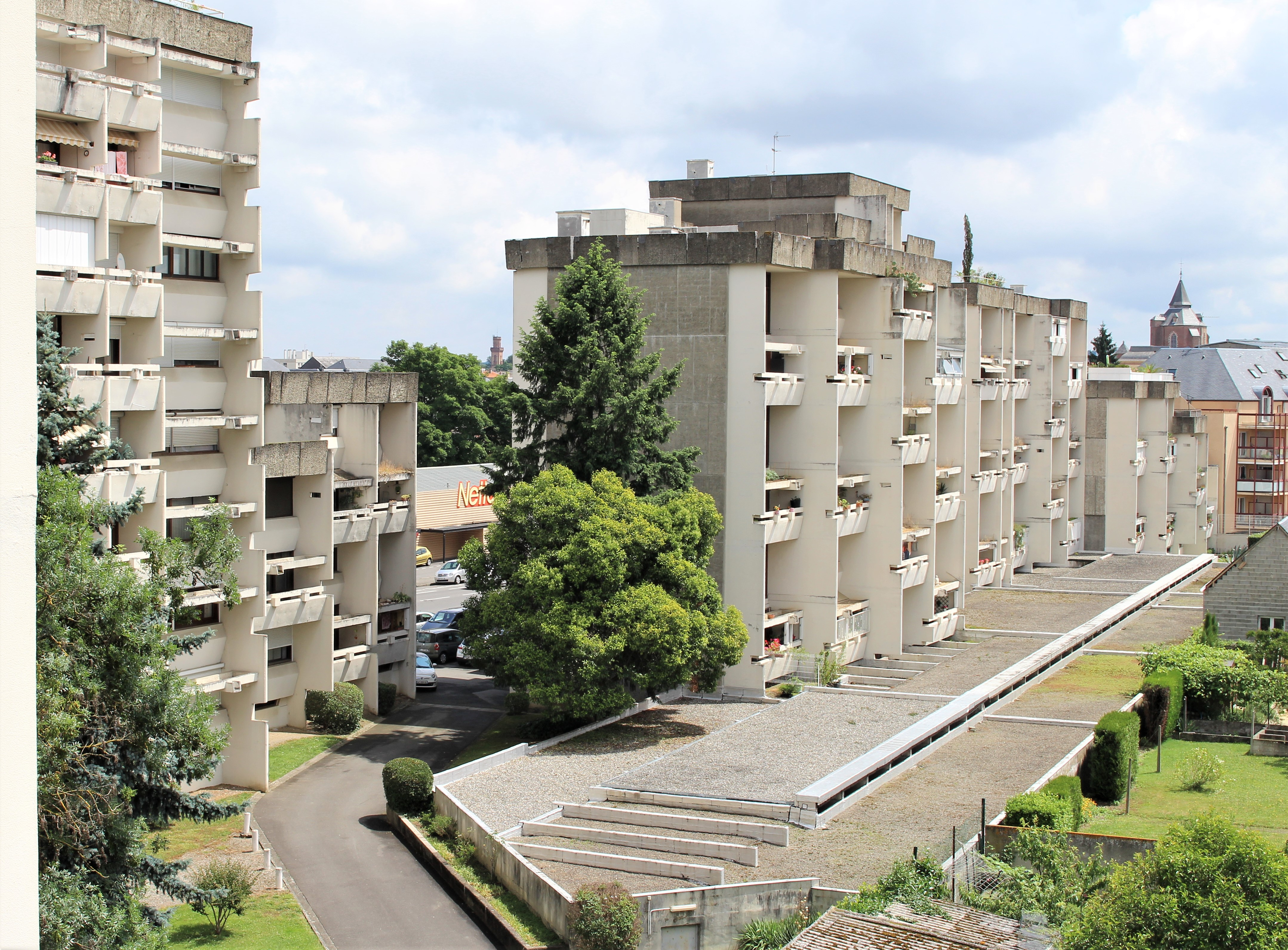
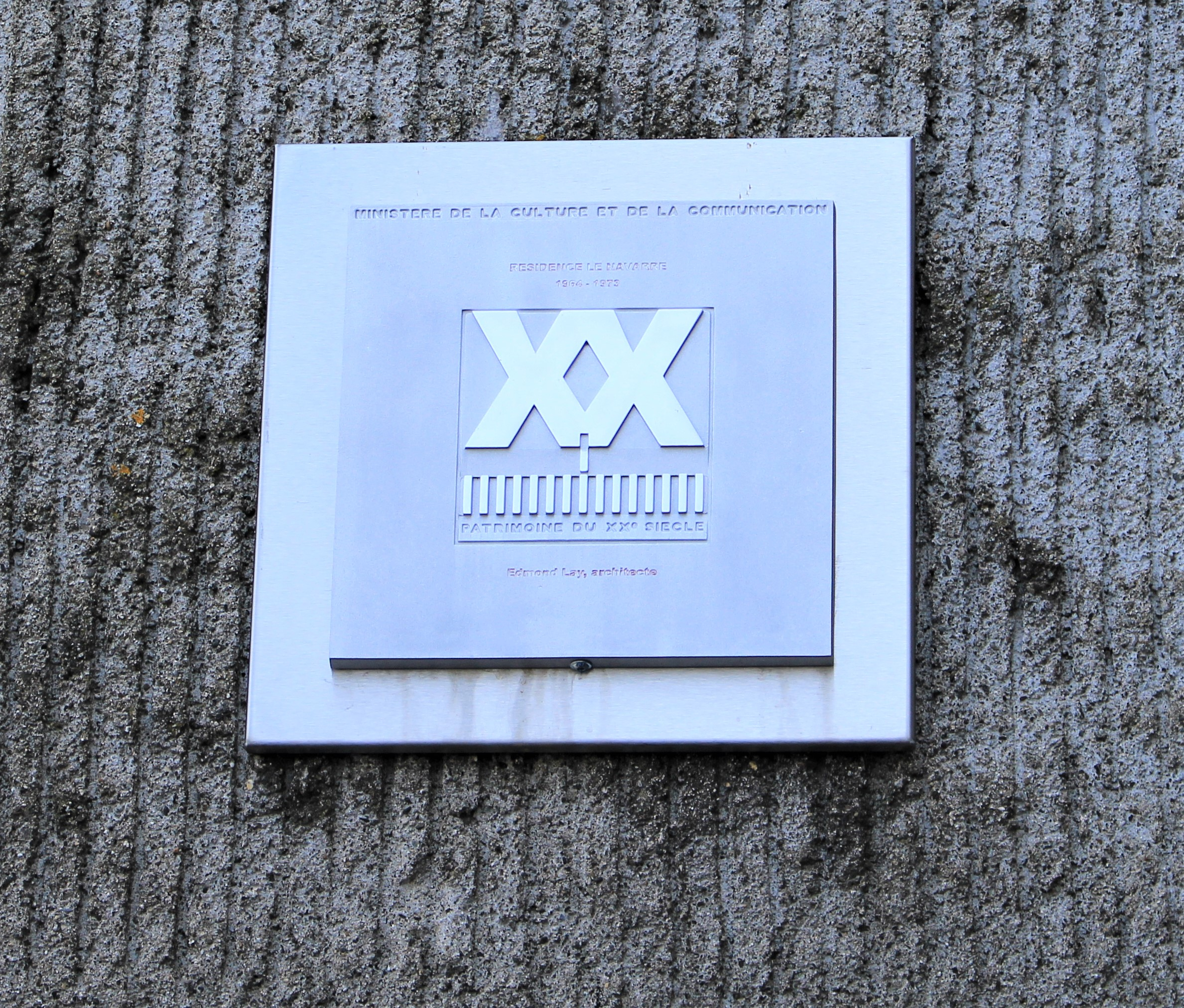
« Patrimoine du XXe siècle ».
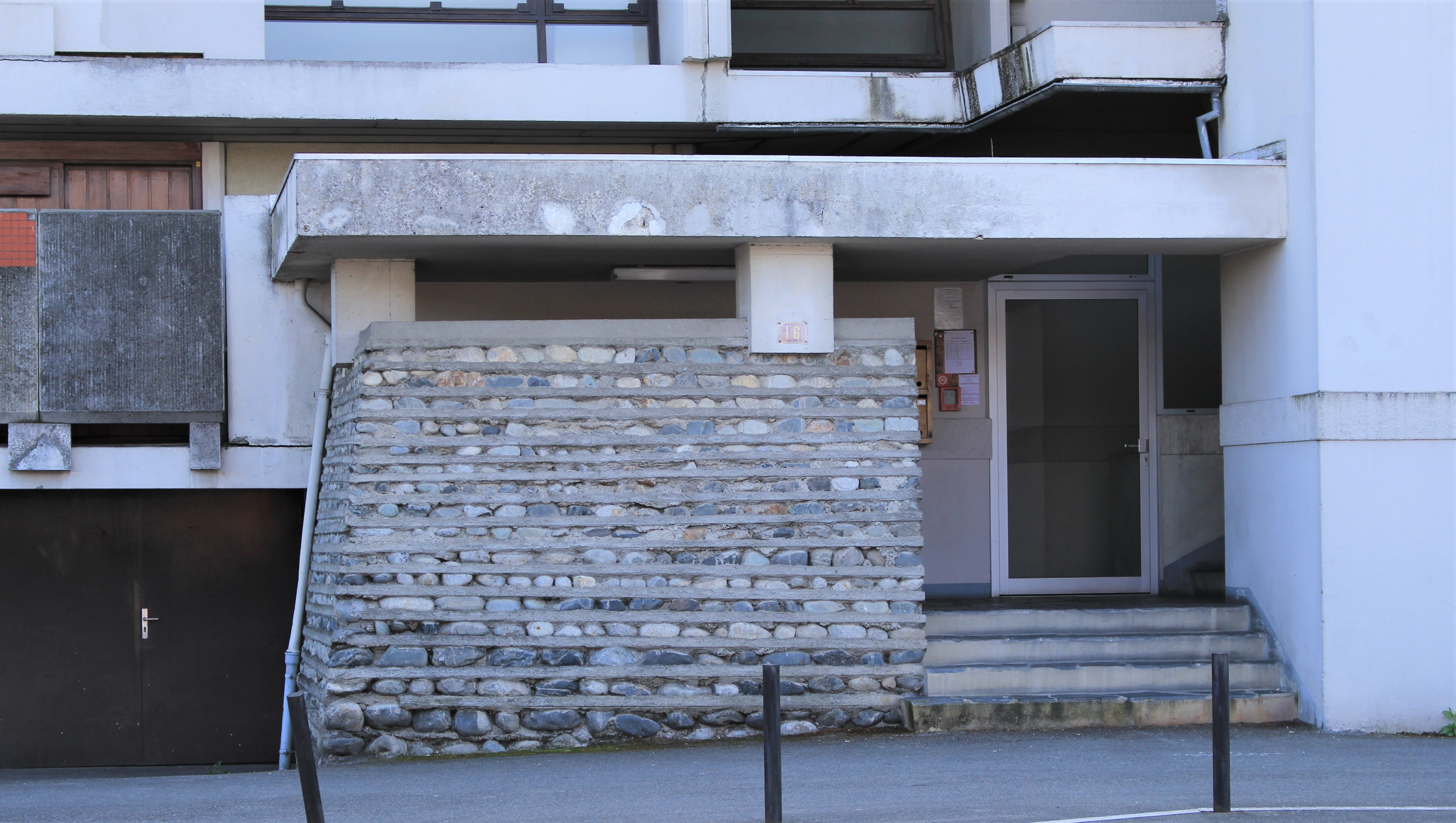
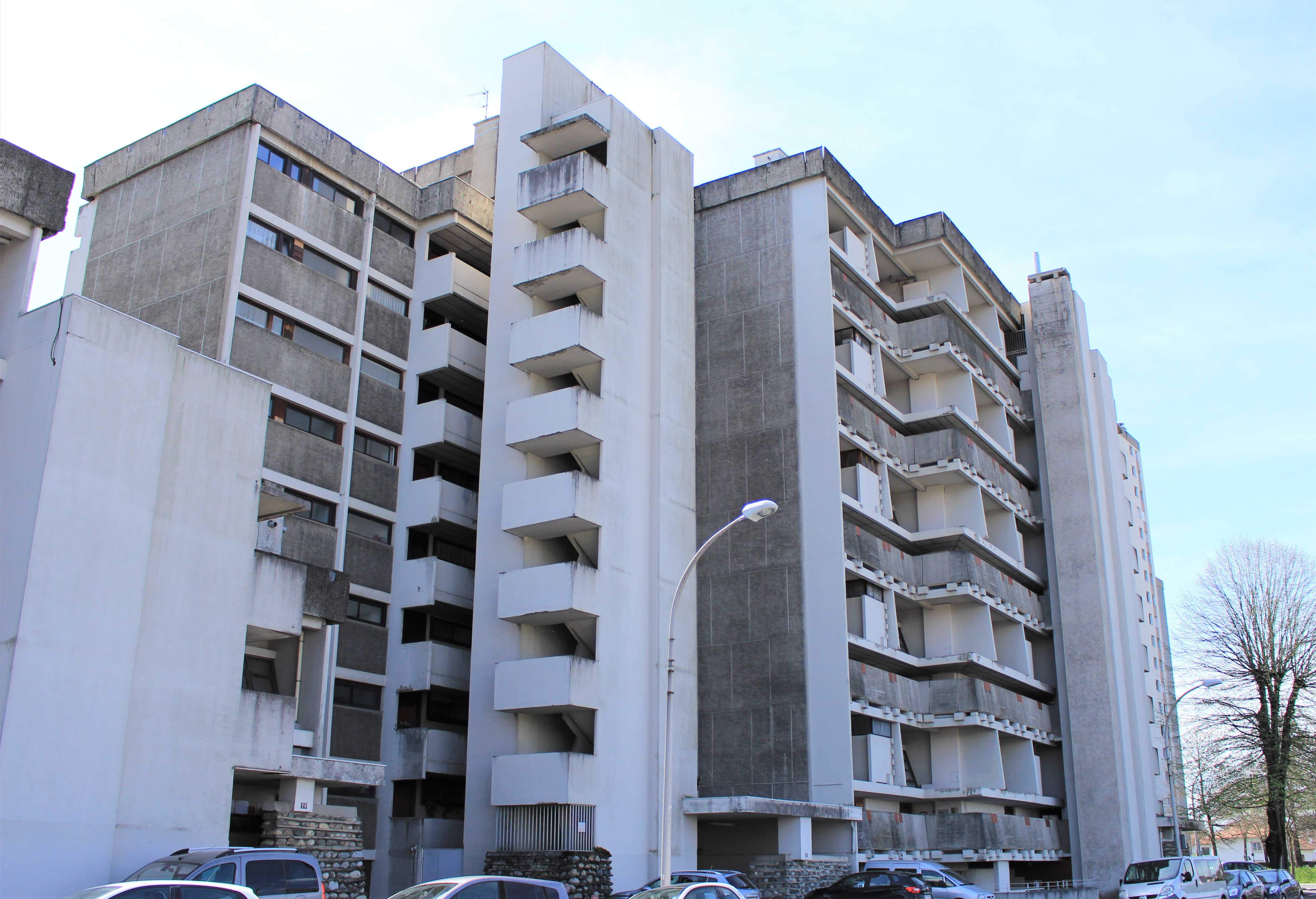